# Artsvaberd
Artsvaberd (in armeno Արծվաբերդ?, Arçvaberd) è un comune dell'Armenia di 3 492 abitanti (2010) della provincia di Tavush.